# Galactia muelleri
Galactia muelleri är en ärtväxtart som beskrevs av George Bentham. Galactia muelleri ingår i släktet Galactia och familjen ärtväxter. Inga underarter finns listade i Catalogue of Life.